# Conscience sociale
Une conscience sociale est « un sens de responsabilité ou de préoccupation pour les problèmes et les injustices de la société ».
Alors que la conscience est liée à la conduite morale dans notre vie quotidienne à l'égard des individus, la conscience sociale est concernée par les institutions plus larges de la société et l'écart que nous pouvons percevoir entre le type de société qui devrait exister et celle qui existe réellement.
Le terme "conscience sociale" a été utilisé en lien avec tout, de l'investissement, à l'art, aux antiquités, et à la politique.

## Développement
La conscience sociale d'un individu peut être liée à l'autrui généralisé de George Herbert Mead. Au lieu d'avoir une attente intériorisée de ce que la société attend d'eux, l'individu possède certaines attentes envers la société. Ces attentes sont généralement liées à leurs valeurs morales. Une fois que l'individu est impacté par un événement qui défie ou va à l'encontre de ce qu'il considère comme juste et injuste, il développe une conscience sociale envers ce problème. L'étape suivante est de décider s'il agit ou non sur cette impulsion. Si l'individu choisit d'agir, il peut choisir de démontrer son souci pour ce problème de diverses manières, telles que se battre, protester, ou sous plusieurs autres formes de rébellion contre cette forme réaliste de société.

## Liens modernes

### Protestations

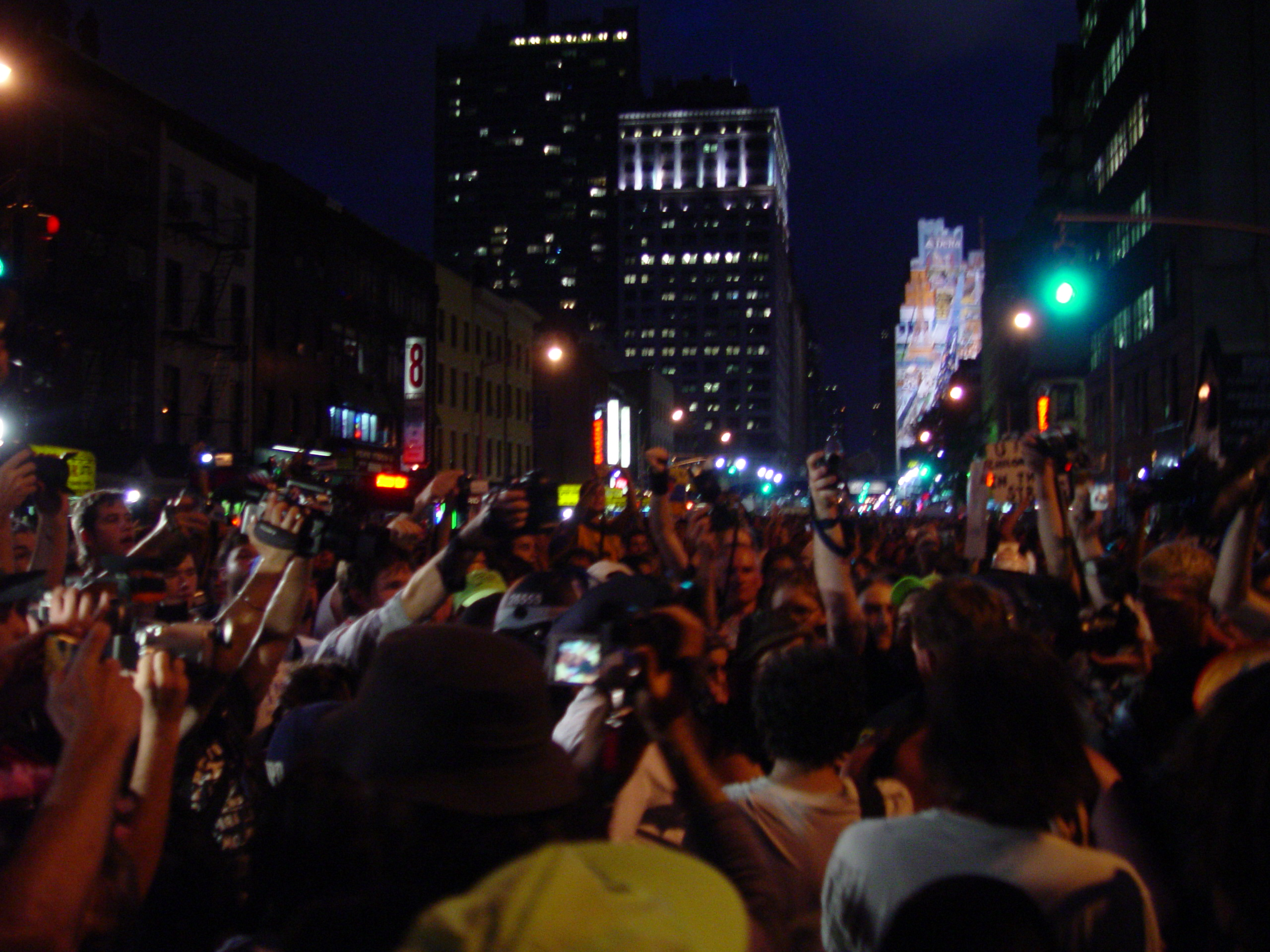
Protestation contre la Convention nationale républicaine de 2004 à New York

Le fait de suivre sa conscience sociale consiste à prendre de l'empathie et à la diriger en faveur d'une cause. Protester est une manière populaire de démontrer ses idéologies sur un sujet particulier dans l'espoir de modifier l'issue pour correspondre à ce qui est perçu comme étant le type de société qui devrait exister.
Les protestations peuvent surgir des frustrations et des griefs de quelqu'un ou de plusieurs personnes en réponse à un problème perçu qui ne coïncide pas avec leur société idéale.
Selon le psychologue social Albert Bandura, notre attente de pouvoir changer le résultat de quelque chose en protestant est connue sous le nom de auto-efficacité. Les gens ont tendance à croire que les problèmes peuvent être résolus par un effort collectif, c'est pourquoi la protestation est perçue comme un choix populaire.
La protestation n'est pas limitée à un effort collectif et peut être entreprise par un seul individu suivant sa conscience sociale.
Ces protestations sont généralement ciblées sur des groupes ayant un statut de pouvoir plus élevé dans l'espoir de transférer le pouvoir à un autre groupe perçu comme moralement correct. Cette sélection de groupes n'est pas limitée aux sans-pouvoirs contre les puissants. Les puissants peuvent également protester contre les sans-pouvoirs, et les membres des deux groupes peuvent se mélanger pour protester contre un autre groupe.

### Entreprise
La conscience sociale est liée aux affaires par le désaccord ou l'accord que les actions d'une entité corporative peuvent imposer à quelqu'un. Ces opinions divergentes peuvent amener une ou les deux parties à développer une conscience sociale ou un ensemble d'idéaux qui dictent ce qu'elles considèrent comme moralement correct.
Les préoccupations éthiques derrière les décisions financières ou les investissements d'une entreprise peuvent déclencher un sens de responsabilité envers ces décisions. Si une entreprise possède un aspect désagréable dans son fonctionnement, la conscience sociale de l'esprit humain remarque ces injustices et peut développer un ensemble de responsabilités envers ces actions.
Le développement de la conscience sociale de quelqu'un n'est pas limité à désapprouver les idéaux d'une institution plus large. De nombreuses entreprises centrent leur fonction autour de la lutte contre un ensemble de problèmes ou d'injustices et ressentent une obligation d'aider leur communauté. Les gens peuvent développer leur conscience sociale autour de ces idéaux et ressentir également une impulsion à agir contre ces problèmes.
Il est devenu possible de suivre de nombreux idéaux d'entreprise que les entreprises mettent en œuvre. Au Japon, les entreprises sont tenues par le gouvernement de déclarer les influences que leurs politiques environnementales peuvent avoir sur les citoyens, chaque année. Cette transparence permet aux citoyens de développer leur conscience sociale en réponse aux décisions de ces institutions plus larges.

## Récits historiques de la conscience sociale

### Début de l'ère victorienne

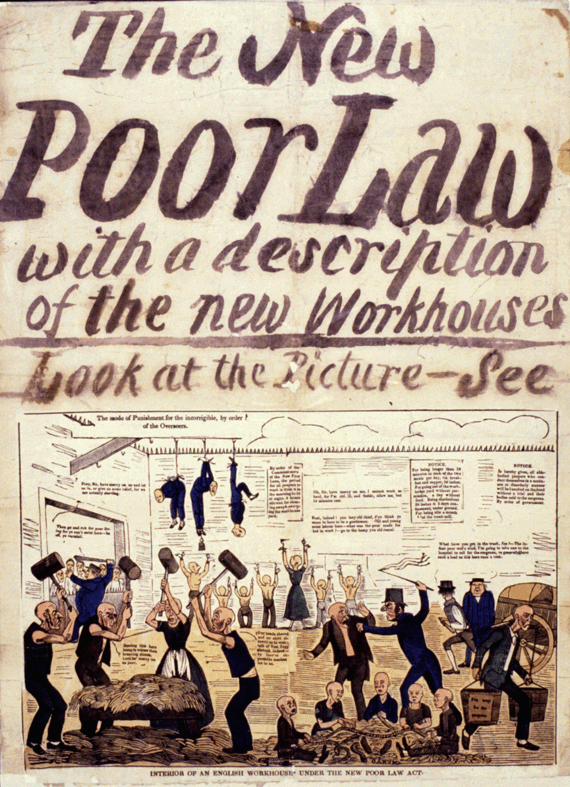
Caricature politique représentant les conditions sévères d'une maison de travail après l'adoption de la Loi d'amendement sur les pauvres de 1834.

Les premiers Victoriens sont des initiateurs notables de la conscience sociale dans une société où l'industrialisation prend une approche généralisée. Pour combattre cette augmentation de l'industrialisation, ils forment un gouvernement décentralisé. Cette nouvelle idée de déléguer le pouvoir au peuple est initialement inefficace, avec un groupe de personnes en charge dont l'expérience est insuffisante ou dont les idéaux ne sont pas ceux des citoyens. Malgré les échecs initiaux de ce système, il sert d'exemple précoce de conscience sociale. Il est l'initiateur d'un nouveau mouvement pour combattre les conditions injustes que l'industrialisation généralisée a apportées. Les avancées organisationnelles nécessaires pour créer cette nouvelle plateforme de gouvernement sont un grand pas dans une direction qui n'a vu le jour que lorsque les gens de cette époque commencent à ressentir une obligation de résoudre ces injustices en raison de leur conscience sociale.
Les arguments moraux ont propulsé de nombreux mouvements cherchant à réformer. Les morales de deux hommes dans différentes positions de la classe ouvrière peuvent avoir différé, mais les deux peuvent avoir démontré un soutien ou un rejet de la Loi d'amendement sur les pauvres de 1834. Cela résulte du fait que les deux hommes cherchent une forme de réforme, ne croyant pas que l'état actuel de la loi permettrait de réaliser leur image idéale d'une classe ouvrière. La conscience sociale des partisans et des adversaires de cet amendement cherche la réforme comme solution à ce qu'ils considèrent comme des injustices.

### Milieu et après Seconde Guerre mondiale
Les changements économiques et sociaux apportés par la Seconde Guerre mondiale conduisent à plusieurs mouvements de réforme, qui se manifestent sous forme de grèves, de manifestations pacifiques et d'autres campagnes de sensibilisation.
Un de ces mouvements est initié par un groupe de jeunes hommes qui mettent en lumière les conditions inhumaines des hôpitaux psychiatriques et autres établissements traitant des personnes ayant des déficiences intellectuelles. Les patients sont soumis à des formes de brutalité et de maltraitance, observées par ce groupe de bénévoles à l'institut. Leur capacité à exposer plusieurs institutions publiques découle de leur conscience sociale agissant après avoir été témoins de ces actes, qu'ils considèrent comme immoraux. Leur cause est soutenue par des Américains éminents tels que Eleanor Roosevelt. Leur préoccupation pour l'écart entre une société idéale et la réalité mène à une tentative de réforme.

## La conscience sociale de l'art

### Littérature
La littérature est une méthode courante utilisée pour exprimer ses émotions et a été une plateforme populaire pour transmettre des préoccupations éthiques. Ces préoccupations proviennent généralement de la conscience sociale d'une personne envers un problème particulier ou divers problèmes qu'elle estime devoir être abordés.
Les formes de littérature, comme les poèmes avec une conscience sociale inscrite en eux, ont plusieurs couches et dimensions qui représentent des significations plus profondes pour le lecteur. Le lecteur s'immerge dans ces significations, comprenant la conscience sociale de l'écrivain qui exprime une opinion à travers la poésie. Les auteurs de ces poèmes formatent leur écriture pour mettre en évidence les différences entre un monde éthiquement idéal et la réalité, tentant de susciter la conscience sociale du lecteur.
Carolyn Forché, une auteure américaine primée, est un exemple de personne utilisant sa conscience sociale dans la littérature. Elle, ainsi que son collègue Duncan Wu, ont compilé un volume de poésie axé sur les écrits de poètes attaquant des problèmes humanitaires tels que l'esclavage et la guerre.

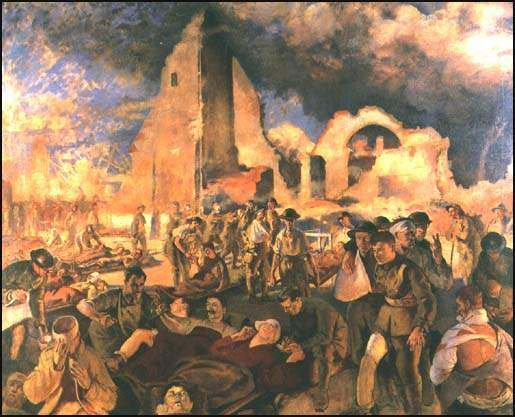
Une peinture représentant les luttes de la guerre dans une station de premiers soins avancée française pendant la Première Guerre mondiale.

### Arts visuels
Les formes d'art visuel, telles que les portraits ou les peintures, ont la capacité de susciter une réponse émotionnelle chez le spectateur. En utilisant ces images, les artistes peuvent susciter une réponse chez le spectateur qui lui permet de développer un ensemble de responsabilités ou de préoccupations pour une cause.
Les portraits, peintures, poteries et de nombreuses autres formes de création peuvent servir de rappels des événements qui se sont déroulés, en notant spécifiquement les impacts émotionnels de ces événements. Les pièces d'art historiques peuvent servir de référence pour la moralité du spectateur, lui permettant d'ajuster sa conscience sociale en réponse à ce qui a fonctionné et ce qui n'a pas fonctionné dans le passé.

### Musique
La musique peut être utilisée comme une forme auditive pour transmettre la conscience sociale de quelqu'un sur une question à d'autres. Plusieurs genres de musique ont été créés en réponse aux problèmes sociaux de l'époque, comme le rap, qui raconte des histoires et transmet des idéaux. La musique peut également être utilisée pour se rebeller contre les normes sociales en transmettant des idéologies actuellement non acceptées.